# Caroline Vigneaux
Caroline Vigneaux, née le 27 janvier 1975 à Nantes (Loire-Atlantique), est une humoriste, actrice et réalisatrice française. Elle a été avocate de 2000 à 2008.

## Biographie

### Jeunesse et années de formation
Caroline Vigneaux naît le 27 janvier 1975 à Nantes,,. Son père est ingénieur ; sa mère orthophoniste est originaire de Liffol-le-Grand (Vosges), ville dont Caroline Vigneaux parraine une indication géographique,,. Après avoir été envoyée par ses parents dans des établissements privés catholiques, elle poursuit ses études à l'université Paris I Panthéon-Sorbonne où elle décroche une licence en droit et un master Assurances et Responsabilité civile. Elle décide de passer l'examen d'entrée à l'École de formation du barreau pour exercer la profession d'avocat. Elle obtient en 2000 le Certificat d'aptitude à la profession d'avocat, prête serment et devient membre du barreau de Paris. Elle s'inscrit alors à la troupe de théâtre de l'Union des jeunes avocats en 2001, une troupe qui écrit des sketchs sur la vie du barreau de Paris,.

### 2001-2008: carrière d'avocat
Elle est avocate de 2000 à 2008 :
En 2001, le cabinet d'affaires Granrut l’engage en tant qu'avocat collaboratrice ; elle y reste quatre ans.
En 2004, Caroline Vigneaux est élue 11e secrétaire à l'issue du concours de la Conférence du Barreau de Paris.
En 2005, elle intègre le cabinet américain Dewey & LeBoeuf (en) et y reste pendant deux ans.
En 2006, elle fait partie des avocats intervenant à la fin des débats de l'émission L'Arène de France, présentée par Stéphane Bern sur France 2.
En 2008, elle présente sa démission auprès des associés du cabinet Dewey & LeBoeuf alors qu'ils lui proposent une augmentation, pensant qu’elle quitte cet emploi pour un autre cabinet d'avocats.

### Depuis 2008: carrière dans le spectacle
En 2008, elle s'inscrit au Cours Florent puis débute en tant qu'humoriste en 2009 avec son one-woman-show, Il était une fée, au Festival d'Avignon, puis au Théâtre des Blancs Manteaux, à Paris, et tourne en province. Le spectacle évoque l'histoire d'une fée « déjantée » qui prend possession du corps de Caroline Vigneaux.
En 2010, elle est en tournée pour son deuxième spectacle, Caroline Vigneaux quitte la robe, au Festival d'Avignon. Elle y fait état de son parcours en tant qu'avocate et de son changement de vie du barreau à la scène.
En 2011, Stéphane Bern l'engage comme chroniqueuse dans son émission À la bonne heure sur RTL dans laquelle elle fait des portraits d'invités et des chroniques humoristiques sur la sphère judiciaire.
Elle participe à On n'demande qu'à en rire avec Laurent Ruquier sur France 2, interprétant trois sketchs les 15 février, 21 février et 12 décembre 2011.
En 2013, Anne Roumanoff lui offre un rôle dans sa série télévisée C'est la crise !, diffusée sur Comédie+. Elle est Isla Hildeu dans la série télévisée Lazy Company diffusée sur Orange Cinéma Séries. Elle joue également dans la série La Télé commande avec Élie Semoun, diffusée dans l'émission Jusqu'ici tout va bien.
En 2014, elle est chroniqueuse sur Europe 1, dans l'émission Samedi Roumanoff puis, en novembre, dans Les Pieds dans le Plat, sur la même antenne. Elle participe à la quatrième édition du festival international d'humour Marrakech du rire. Elle participe également à l'ouverture du Montreux Comedy Festival, en compagnie de Jérémy Ferrari et au festival Maxi-Rires de Champéry pour présenter son spectacle : Caroline Vigneaux quitte la robe qui est ensuite diffusé en direct sur Paris Première en 2016.
En 2017, elle présente avec Nagui Tout le monde joue avec la loi sur France 2.
En mai 2024 et avril 2025, elle présente La Nuit des Molières sur France 2.

## Résumé de carrière

### Spectacles
- 2009 - 2010 : Il était une fée
- 2011 - 2017 : Caroline Vigneaux quitte la robe
- 2018 - 2019 : Caroline Vigneaux croque la pomme
- 2024 : In Vigneaux veritas

### Filmographie
- 2009-2010 : T'as rien de mieux à faire ?! (série télévisée)
- 2013 : C'est la crise !, série télévisée créée par Anne Roumanoff : Sidonie
- 2013 : Les petits joueurs, court-métrage de Guillaume Breton
- 2013 - 2014 : Lazy Company : Isla Hildeu
- 2014 : L'esprit de famille, téléfilm de Frédéric Berthe : L'ophtalmologue
- 2015 : On voulait tout casser, film de Philippe Guillard  : Anne-Marie
- 2016 : À fond, film de Nicolas Benamou : Julia
- 2019 : La loi de Damien (épisode L'égal des dieux), téléfilm d'Arnaud Sélignac : Solène, l'avocate de la partie civile
- 2020 : Soixante 2, téléfilm
- 2021 : Flashback,  film de Caroline Vigneaux : Me Charlie Leroy
- 2022 : 50 nuances de Grecs (série télévisée d'animation) - Saison 3, épisode 12 : Nordic pic : Brunhilde (voix)
- 2023 : Anniversaire surprise chez les Bodin's, téléfilm : Angélique Rachon
- 2025 : Scènes de ménages (série télévisée) - prime time 15 ans, enfin réunis ! : Charlotte (la mariée, filleule de Raymond)

### Activités audiovisuelles

#### Radio
- 2011 : chroniqueuse dans l'émission À la bonne heure sur RTL, avec Stéphane Bern
- 2014 : chroniqueuse dans l'émission Samedi Roumanoff sur Europe 1, avec Anne Roumanoff
- 2014 : chroniqueuse dans l'émission Les Pieds dans le plat sur Europe 1, avec Cyril Hanouna

#### Télévision
- 2006 : L'Arène de France sur France 2 : intervenante
- 2011 : On ne demande qu'à en rire sur France 2 : humoriste, candidate
- 2013 : Claudia Tagbo & co : participante
- 2015 : Les duos impossibles de Jérémy Ferrari : participante
- 2015 : La Grande soirée des parodies TV sur TF1 : participante
- 2016 : Gala de l'union de la presse : participante
- 2017 : Une fois pour toutes - Rire contre le sexisme sur France 4 : participante
- 2017 :  Tout le monde joue avec la loi sur France 2 : présentatrice avec Nagui[28]
- 2018 : Le Grand Concours des humoristes sur TF1 : candidate demi-finaliste
- 2019 et 2020 : Le Grand Oral sur France 2 : jurée
- 2022 : Anne Roumanoff and co s'amusent : participante
- 2023 : Les Bodin's chez les Belges : participante
- 2024 : L'humour à la plage : participante
- 2024 et 2025 : 35e et 36e cérémonie des Molières sur France 2 : présentatrice

## Distinctions
- Molières 2019 : nomination au Molière de l'humour pour son spectacle Caroline Vigneaux croque la pomme